# Institution de gestion sociale des armées
L’institution de gestion sociale des armées (IGESA) est une institution de l'armée française. Elle a été créée par la loi 66-458 du 2 juillet 1966 dans le but de regrouper sous une même entité juridique l'ensemble des centres d'accueil sociaux alors existant et de centraliser la gestion des œuvres sociales dans le sens d'une intervention plus efficace et plus rapide. L'IGESA a pour mission de gérer les établissements sociaux et médico-sociaux du ministère de la défense au profit de ses ressortissants civils ou militaires, actifs ou retraités. Elle exerce également des activités à caractère social et médico-social qui lui sont confiées par le ministère de la défense.
Dotée de la personnalité morale et de l'autonomie financière, cet établissement public national a été placé sous la tutelle du ministère de la défense.

## Statut
L'IGESA était un établissement public national sui generis, c'est-à-dire ni administratif, ni industriel et commercial. Cette particularité a donné à l'IGESA une souplesse de gestion tout en garantissant le contrôle de l'État sur la bonne marche de l'établissement. Ainsi, si l'IGESA a été soumise aux règles de droit privé avec ses contractants, son personnel et les tiers ainsi que dans sa gestion comptable et financière, elle exerce une mission d'utilité publique et fut soumise, dès l'origine, au contrôle des autorités ministérielles et de la cour des comptes.
Par la suite, la loi du 12 décembre 2005 a qualifié l'institution de gestion sociale des armées d'établissement public industriel et commercial (ÉPIC), tout en réaffirmant le caractère non lucratif de ses activités.
Son statut est aujourd'hui codifié aux articles L 3422- 1à L 3422-23 et R 3422-1 à R 3422-23 du code de la défense.

## Missions
Créée pour unifier les actions sociales au profit des ressortissants du ministère de la défense, (930 000 personnes à ses débuts), l’IGESA représente ainsi la politique sociale du ministère de la défense. Elle assure de nombreuses missions qui concernent tant l'organisation de colonies de vacances pour les enfants, que la gestion de villages, hôtels, résidences, clubs de vacances, pour les adultes et les familles, que celle d'établissements sociaux et médico-sociaux (crèches, jardins d'enfants, haltes-garderies, centre de consultations, maisons d'enfants et d'adolescents à caractère social) ou encore l'octroi de prêts et le paiement de secours d'urgence au profit des ressortissants ainsi que le règlement des actions sociales communautaires et culturelles (ASCC). Elle peut également être chargée de missions ponctuelles par le ministère de la défense comme la gestion de la restauration de plusieurs établissements d'insertion de la  défense lors de la création de l'EPIDe.

## Historique

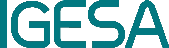
Ancien logo

Avec la vague de décentralisation, une partie des services de l'échelon central de l’IGESA quitte la capitale, le 6 janvier 1981, pour être décentralisée à Bastia à la Caserne Saint-Joseph. Les services fonctionnels s'implantent progressivement en Corse jusqu'en 1990 (direction des ressources humaines, trésorier comptable central, direction de l’ingénierie et des investissements, service des achats), imités par les services opérationnels (direction du tourisme, plateformes de réservation). Les missions  de l'institution vont alors évoluer, se diversifier et devenir de plus en plus nombreuses, notamment après la décision de professionnalisation des armées. L'IGESA est alors appelée à se substituer à l'autorité militaire locale dans l'intervention de terrain. Ses services centraux croissent en conséquence.
C’est dans le changement profond de l’environnement défense (fin du service militaire et professionnalisation progressive des armées, réforme de la délégation générale pour l’armement, etc.), et dans le contexte de la mise en place des 35 heures, que l’IGESA va engager sa modernisation.
Organisation : cinq Directions régionales IGESA (DRI), couvrant l'ensemble du territoire métropolitain, sont créées entre 2001 et 2003 pour prendre en charge les missions nouvellement dévolues à l'institution et instaurer une nouvelle répartition des tâches entre l'échelon central, les DRI et les établissements.
En 2000 et 2001, certaines missions soutenues jusqu'alors par les districts sociaux et les directions locales de l'action sociale du ministère de la défense sont transférées à l'IGESA qui devient responsable de l'organisation et de la gestion pédagogique des centres de vacances de jeunes ainsi que de leur logistique, leur encadrement et le transport des enfants. De même, 63 établissements sociaux (crèches, haltes-garderies, jardins d’enfants, centres sociaux et centres de consultation, maisons d’enfants à caractère social et un lycée professionnel) passent en gestion directe à l’IGESA, conduisant alors à la création à Bastia du département des établissements sociaux chargé d'assurer la supervision de l'ensemble. Cette réorganisation achevée et son mode de fonctionnement stabilisé, la conduite de changement s'est poursuivie à partir du printemps 2007 par un travail de fond sur les moyens d'augmenter prioritairement la satisfaction du ressortissant-client.